# Мартин Трухзес фон Ветцхаузен
Мартин Трухзес фон Ветцхаузен цу Дахсбах (на немски: Martin Truchseß von Wetzhausen zu Dachsbach) е тридесет и четвъртият Велик магистър на рицарите от Тевтонския орден.